# Margo Cunningham
Margo Cunningham (falecida em 19 de julho de 1998) foi uma atriz escocesa. Ela nasceu Nancy Gunn.
Seus papéis do filme incluem aparições em A Taste of Honey (1961), The Prime of Miss Jean Brodie (1969) e The Sailor Who Fell from Grace with the Sea (1976).